# Concerto pour violon no 2 de Bartók
Pour les articles homonymes, voir Concerto pour violon no 2.
 (février 2024).
Si vous disposez d'ouvrages ou d'articles de référence ou si vous connaissez des sites web de qualité traitant du thème abordé ici, merci de compléter l'article en donnant les références utiles à sa vérifiabilité et en les liant à la section « Notes et références ».
Le Concerto pour violon no 2, Sz 112 de Béla Bartók est une œuvre musicale composée en 1937-1938.

## Genèse
L'idée initiale du compositeur était d'écrire un thème et variations, genre qui lui était cher, mais son ami violoniste Zoltán Székely, dédicataire de l'œuvre, préférait une forme concertante plus classique en trois mouvements. Bartók s'est donc plié à ses desiderata tout en conservant l'écriture des variations dans le second et le dernier mouvements. 
La durée de composition, s'étendant sur près de deux ans, est inhabituelle pour le musicien. Les premières esquisses datent de 1936 alors que la version définitive est achevée en 1938. Entre-temps, il compose ses Contrastes pour violon, clarinette et piano et sa Sonate pour deux pianos et percussion. L'écriture de ce concerto est contemporaine d'une période difficile pour le compositeur, avec en particulier, une dégradation de la situation politique en Hongrie qui conduit l'artiste à envisager un exil aux États-Unis.

## Création
C'est le violoniste Zoltán Székely, dédicataire du concerto, qui fut le soliste de sa création, le 23 mars 1939, avec l'Orchestre royal du Concertgebouw sous la direction de Willem Mengelberg.

## Forme
Le concerto comprend trois mouvements et son exécution dure environ un peu moins de quarante minutes. Pièce tourmentée et œuvre de maturité, elle ouvre sur la dernière manière du compositeur.
- Allegro non troppo - Introduit par la harpe et des pizzicati, ce premier mouvement est construit autour de deux thèmes, le premier chanté par le violon sur des accents très lyriques, le second risoluto construit sur douze sons chromatiques sans répétition, et sans référence au dodécaphonisme.

Début du second concerto pour violon de Béla Bartók - violon solo :
La lecture audio n'est pas prise en charge dans votre navigateur. Vous pouvez télécharger le fichier audio.
- Andante tranquillo - Ce deuxième mouvement s'articule autour du schéma thème et variations : « les variations ornementales, concertantes, polyphoniques, témoignent d'une grande liberté et d'une vraie souplesse, et prouvent combien Bartók a excellé dans l'art original de la combinaison des timbres instrumentaux, particulièrement au niveau des percussions. »[1]
- Allegro molto - Le dernier mouvement, en forme de rondo-sonate d'une grande vitalité, conclut l'œuvre en transformant la plupart des motifs du premier mouvement, dans une construction « en arche » privilégiée par le compositeur.

## Orchestration
| Instrumentation du 2' Concerto pour violon                                               |
| Cordes                                                                                   |
| violon solo, premiers violons, seconds violons, altos, violoncelles, contrebasses, harpe |
| Bois                                                                                     |
| 2 flûtes, 2 hautbois 2 clarinettes en la, 2 bassons                                      |
| Cuivres                                                                                  |
| 4 cors en fa, 2 trompettes en ut, 3 trombones                                            |
| Percussions                                                                              |
| timbales, grande batterie, célesta                                                       |

## Numérotation
Excellent pianiste, Bartók ne fut jamais violoniste, mais n'en possédait pas moins une parfaite connaissance des instruments à cordes. Son œuvre concertante pour violon comprend également deux rhapsodies écrites près de 10 ans plus tôt, ainsi qu'un premier concerto datant de 1907-1908, et découvert en 1958, soit treize ans après sa mort. La numérotation de ce concerto n'est donc pas du fait du compositeur. Bartók écrira les esquisses d'un dernier concerto, cette fois-ci pour alto en 1945.

## Discographie
Ne sont cités ici que les enregistrements ayant été primés par la presse spécialisée. 
- Yehudi Menuhin et l'Orchestre Philharmonia dirigé par Wilhelm Furtwängler[3],[4]
- Kyung-Wha Chung et l'Orchestre philharmonique de Londres dirigé par Georg Solti
- Isaac Stern, Orchestre philharmonique de New York sous la direction de Leonard Bernstein
- André Gertler, orchestre philharmonique tchèque sous la direction de Karel Ančerl
- Gil Shaham et l'Orchestre symphonique de Chicago dirigé par Pierre Boulez
- Renaud Capuçon et l'Orchestre symphonique de Londres dirigé par François-Xavier Roth, Erato, 2018